# Ronda de Uruguay
La Ronda de Uruguay fue la octava ronda de las negociaciones comerciales multilaterales (MTN por sus siglas en inglés) llevadas a cabo en el marco del Acuerdo General sobre Aranceles Aduaneros y Comercio (GATT por sus siglas en inglés), abarcando desde 1986 a 1994 y envolviendo 123 países como "partes contratantes". La Ronda llevó a la creación de la Organización Mundial del Comercio, con el GATT permaneciendo como una parte integral de los acuerdos de la OMC. El amplio mandato de la Ronda había sido el de extender las normas comerciales del GATT a las áreas anteriormente vistas como demasiado difíciles de liberalizar (agricultura, textiles) y cada vez nuevas áreas más importantes que antes no estaban incluidas (comercio de servicios, propiedad intelectual, política de inversiones y las distorsiones del comercio).  La ronda entró en vigor en 1995, con plazos que terminan en el 2000 (2004 en el caso de las partes contratantes de los países en desarrollo) bajo la dirección administrativa de la reciente creada Organización Mundial del Comercio (OMC).
La Ronda de Doha fue la siguiente ronda de negociaciones comerciales, a partir de 2001 y aún sin resolver después de perder su plazo oficial en el 2005.

## Metas
Los principales objetivos de la Ronda de Uruguay fueron:
- para reducir subsidios agrícolas
- para levantar las restricciones a la inversión extranjera, y
- para iniciar el proceso de apertura comercial en servicios como banca y seguros.

También se buscaba elaborar un código para hacer frente a la violación de derechos de autor y otras formas de derechos de propiedad intelectual.

## Historia
La ronda fue lanzada en Punta del Este, Uruguay en septiembre de 1986, seguida de negociaciones en Ginebra, Bruselas, Washington D. C., y Tokio, con los 20 acuerdos siendo firmados finalmente en Marrakech—el Acuerdo de Marrakech—en abril de 1994.

### Antecedentes
La Declaración Ministerial de 1982 identificó problemas, incluyendo deficiencias estructurales, impactos indirectos de las políticas de algunos países en el comercio mundial que el GATT no podía manejar. Para abordar estas cuestiones, la octava ronda del GATT (conocida como la Ronda de Uruguay) se puso en marcha en septiembre de 1986, en Punta del Este, Uruguay. Fue el mayor mandato de negociación sobre el comercio alguna vez hecho: las negociaciones iban a hacer extensivo el sistema de comercio a varias esferas nuevas, principalmente el comercio de servicios y la propiedad intelectual, y para reformar el comercio en los sectores sensibles de la agricultura y los textiles; todos los artículos del GATT original se someterían a revisión.
Se suponía que la Ronda finalizaría en diciembre de 1990, pero los EE. UU. y la UE no estuvieron de acuerdo sobre la manera de reformar el comercio agrícola y decidió prorrogar las negociaciones.(5) Finalmente, en noviembre de 1992, los EE. UU. y la UE resolvieron la mayoría de sus diferencias mediante un acuerdo denominado informalmente como el "Acuerdo de Blair House", y el 15 de abril de 1994, el acuerdo  firmado por los ministros de la mayoría de los 123 gobiernos participantes en una de las reuniones en Marrakech, Marruecos. El acuerdo estableció la Organización Mundial del Comercio, que entró en vigor el 1 de enero de 1995, en sustitución del sistema del GATT. Es ampliamente considerado como la más profunda reforma institucional del sistema de comercio mundial desde la creación del GATT.

## Logros
El GATT sigue existiendo como tratado general de la OMC para el comercio de bienes, actualizado como resultado de las negociaciones de la Ronda de Uruguay (se hace una distinción entre el GATT de 1994, las partes actualizadas del GATT y el GATT de 1947, el acuerdo inicial que sigue constituyendo el núcleo del GATT de 1994). El GATT de 1994 no es, sin embargo, el único acuerdo vinculado jurídicamente en el Acta Final; se adoptó una larga lista de cerca de 60 acuerdos, anexos, decisiones y entendimientos. De hecho, los acuerdos quedan comprendidos en una estructura simple con seis partes principales: 
- un acuerdo general (el Acuerdo sobre la OMC);
- bienes e inversiones (los Acuerdos Multilaterales sobre el Comercio de Mercancías, incluyendo el GATT de 1994 y las Medidas de Inversión Relacionadas (TRIMS por sus siglas en inglés));
- servicios (Acuerdo General sobre el Comercio de Servicios (GATS por sus siglas en inglés));
- propiedad intelectual (Acuerdo sobre los Aspectos de los Derechos de Propiedad Intelectual (TRIPS por sus siglas en inglés));
- solución de diferencias (DSU por sus siglas en inglés);
- exámenes de las políticas comerciales de los gobiernos (TPRM por sus siglas en inglés).[8]

Los acuerdos para las dos áreas más grandes bajo la OMC, bienes y servicios, comparten un esquema de tres partes:
- principios generales (como el Acuerdo General sobre Aranceles Aduaneros y Comercio y Acuerdo General sobre el Comercio de Servicios);
- acuerdos y anexos adicionales;
- largos horarios (listas) de los compromisos contraídos por los distintos países.[2]

Uno de los logros de la Ronda de Uruguay sería el Acuerdo de la Ronda de Uruguay sobre la Agricultura, administrado por la OMC, que trae el comercio agrícola con más detalle bajo el GATT. Antes de la Ronda de Uruguay, las condiciones para el comercio agrícola se estaban deteriorando a medida que aumentaba el uso de los subsidios, la acumulación de existencias, la disminución de los precios mundiales y la escala de los costos de soporte. Se prevé la conversión de restricciones cuantitativas a aranceles y una reducción gradual de los aranceles. El acuerdo también impone reglas y normas sobre subsidios agrícolas de exportación, las subvenciones internas y las medidas sanitarias y fitosanitarias (SPS por sus siglas en inglés) a través del Acuerdo sobre la Aplicación de Medidas Sanitarias y Fitosanitarias

## Crítica
Grupos como Oxfam han criticado la Ronda de Uruguay de no prestar suficiente atención a las necesidades especiales de los países en desarrollo. Un aspecto de esta crítica es que cifras muy similares a los países ricos industrias como el ex Cargill ejecutivo Dan Amstutz—tuvieron un papel importante en la elaboración del lenguaje de la Ronda de Uruguay en la agricultura y otros asuntos. Al igual que con la OMC en general, organizaciones no gubernamentales (NGOs por sus siglas en inglés) como las brechas en salud y Global Trade Watch también criticaba lo que se negoció en la Ronda de la propiedad intelectual y aranceles industriales como la creación de demasiadas restricciones en la formulación de políticas y las necesidades humanas. Un artículo afirma que la falta de experiencia en las negociaciones de la OMC y la falta de conocimiento de cómo las economías en desarrollo se verían afectados por lo que los países industriales querían en las nuevas áreas de la OMC; la actitud mercantilista intensificada en gran potencia por parte del GATT/OMC, los EE. UU.; la estructura de la OMC que hizo la tradición del GATT de decisión por consenso ineficaz, por lo que un país no preservaría el statu quo, eran las razones de este desequilibrio.